# Litoscalpellum walleni
Litoscalpellum walleni är en kräftdjursart som beskrevs av Newman och Ross 1971. Litoscalpellum walleni ingår i släktet Litoscalpellum och familjen Scalpellidae. Inga underarter finns listade i Catalogue of Life.